# 吳彥華
吳彥華（1449年—？），字汝和，南京留守後衛軍籍應天府句容縣人，明朝政治人物。

## 生平
成化十六年（1480年）庚子科應天府鄉試第一百二十九名舉人。成化十七年（1481年）中式辛丑科會試第一百九名，二甲第八十九名進士。历官荆州府知府，弘治十八年（1505年）二月升四川右参政，正德三年（1508年）正月革职为民。五年九月以荐起补浙江左参政，六年二月升浙江右布政使，十一月升本司左布政。

## 家族
曾祖吳興傅；祖父吳孟誠；父吳文，母周氏；繼母李氏；繼母王氏。具庆下。兄吴通。弟吴政。